# Iophon
Iophon är ett släkte av svampdjur. Enligt Catalogue of Life ingår Iophon i familjen Acarnidae, men enligt Dyntaxa är tillhörigheten istället familjen Iophonidae.

## Dottertaxa tillIophon, i alfabetisk ordning[1][2]
- Iophon abnormalis
- Iophon aceratum
- Iophon cheliferum
- Iophon chilense
- Iophon cupulifera
- Iophon cylindricum
- Iophon dogieli
- Iophon dubium
- Iophon flabellodigitatum
- Iophon frigidum
- Iophon funis
- Iophon gaussi
- Iophon hesperidesi
- Iophon hyndmani
- Iophon indentatum
- Iophon laevistylus
- Iophon lamella
- Iophon laminale
- Iophon major
- Iophon minor
- Iophon nigricans
- Iophon omnivorus
- Iophon ostiamagna
- Iophon pattersoni
- Iophon piceum
- Iophon piceus
- Iophon pluricorne
- Iophon pommeraniae
- Iophon proximum
- Iophon radiatum
- Iophon rayae
- Iophon scandens
- Iophon semispinosum
- Iophon spatulatum
- Iophon spinulentum
- Iophon terranovae
- Iophon timidum
- Iophon tubiforme
- Iophon unicorne
- Iophon variopocillatum